# Piedras Negras
Piedras Negras város Mexikó Coahuila államának északi részén, a Río Bravo del Norte folyó jobb partján, lakossága 2010-ben meghaladta a 150 000 főt. Nevének jelentése: fekete kövek, ezt a környék gazdag szénlelőhelyei miatt kapta. Egy 2013-as felmérés szerint Piedras Negras Mexikó legélhetőbb városai közé tartozik.

## Földrajz

### Fekvése
Piedras Negras Coahuila állam északi határán fekszik a Río Bravo del Norte folyó jobb partján, nemzetközi határátkelőhely a Texas államban található Eagle Pass irányába. Területe lassan emelkedik a folyóvölgytől délnyugati irányban, de több kilométer alatt csak néhány tíz méternyit. Déli részén átfolyik a Río Bravo mellékfolyója, a Río Escondido.
Áthalad a városon az északi határ mentén húzódó 2-es és a Piedras Negrast Saltillón, San Luis Potosín és Santiago de Querétarón keresztül Mexikóvárossal összekőtő 57-es főút. Nemzetközi repülőtere a várostól délre található.

### Éghajlat
A város éghajlata igen forró és átlagosan csapadékos, de a téli éjszakákon mélyen fagypont alá is csökkenhet a hőmérséklet. Minden hónapban mértek már legalább 34 °C-os hőséget, a rekord megközelítette a 49 °C-ot is. Az átlagos hőmérsékletek a januári 12,2 és az augusztusi 31,2 fok között váltakoznak. A csapadék átlagos mennyisége évente 538 mm, a legszárazabbak a téli, a legnedvesebbek a kora őszi hónapok.
| Hónap                                   | Jan.  | Feb. | Már. | Ápr. | Máj. | Jún. | Júl. | Aug. | Szep. | Okt. | Nov. | Dec. | Év    |
| --------------------------------------- | ----- | ---- | ---- | ---- | ---- | ---- | ---- | ---- | ----- | ---- | ---- | ---- | ----- |
| Rekord max. hőmérséklet (°C)            | 37,5  | 40,2 | 40,4 | 42,4 | 45,0 | 48,6 | 47,0 | 45,4 | 46,5  | 39,4 | 35,4 | 34,5 | 48,6  |
| Átlagos max. hőmérséklet (°C)           | 19,6  | 22,0 | 26,2 | 30,7 | 34,3 | 37,3 | 38,2 | 38,4 | 35,5  | 29,8 | 23,5 | 20,2 | 29,7  |
| Átlaghőmérséklet (°C)                   | 12,2  | 14,7 | 18,6 | 22,9 | 27,2 | 30,1 | 31,0 | 31,2 | 28,4  | 22,8 | 16,5 | 12,8 | 22,4  |
| Átlagos min. hőmérséklet (°C)           | 4,9   | 7,3  | 11,1 | 15,0 | 20,0 | 22,9 | 23,8 | 24,1 | 21,3  | 15,7 | 9,5  | 5,3  | 15,1  |
| Rekord min. hőmérséklet (°C)            | −10,0 | −9,0 | −7,0 | −1,0 | 2,4  | 8,0  | 2,0  | 15,5 | 9,0   | −3,0 | −7,0 | −8,0 | −10,0 |
| Átl. csapadékmennyiség (mm)             | 19    | 17   | 28   | 50   | 70   | 56   | 59   | 53   | 73    | 75   | 26   | 13   | 538   |
| Forrás: Servicio Meteorológico Nacional |       |      |      |      |      |      |      |      |       |      |      |      |       |

## Népesség
A település népessége a közelmúltban folyamatosan és nagyon gyorsan növekedett:
| Év   | Lakosság |
| ---- | -------- |
| 1990 | 96 178   |
| 1995 | 114 384  |
| 2000 | 126 386  |
| 2005 | 142 011  |
| 2010 | 150 178  |

## Története
A települést 1850-ben alapították: ez év júniusának 15. napján 34 ember, Andrés Zapata, Gaspar Salazar és Antonio Ramírez vezetésével Juan Manuel Maldonado ezredesnek bejelentette, hogy a Río Bravo jobb partján, szemben a texasi Duncan-erőddel, települést alapítottak Nueva Villa de Herrera néven. A város később szénlelőhelyeire utalva felvette a Piedras Negras („Fekete kövek”) nevet.
1910. november 20-án, miután az Amerikai Egyesült Államokban Francisco Ignacio Madero kiadta a forradalom kirobbantásáról szóló San Luis-tervet, itt lépett át Mexikói földre, hogy részt vegyen az eseményekben. A 20. század folyamán egy igazán modern és mexikói viszonylatban fejlett várossá épült ki a település.

## Turizmus, látnivalók
A 19. században alapított település nem sok régi műemlékkel rendelkezik, a jelentősebbek a posta, a távíróállomás és a vám épületei, az óratorony, a Casa Redonda („kerek ház”) és a Monclova Viejo-erőd. Emlékművek őrzik Miguel Hidalgo, Benito Juárez, Venustiano Carranza, Ignacio Zaragoza, Felipe Carrillo Puerto, Manuel Pérez Treviño, Francisco Ignacio Madero, a függetlenség hőseinek és az úgynevezett gyermekhősök emlékét.
2010. december 22-én itt avatták fel azt a 120 méter magas zászlóemlékművet, amely akkor az egész amerikai földrész legmagasabb zászlójának számított.
Augusztus második hetében mezőgazdasági, ipari és kézműves-kiállítást és vásárt tartanak. A helyi kézművesség fő termékei a bőrből készült csizmák, övek és nyergek.